# Erebia szetschwana
Erebia szetschwana är en fjärilsart som beskrevs av Goltz 1934. Erebia szetschwana ingår i släktet Erebia och familjen praktfjärilar. Inga underarter finns listade i Catalogue of Life.